# Thelypteris scabra
Thelypteris scabra är en kärrbräkenväxtart som först beskrevs av Karel Presl, och fick sitt nu gällande namn av David Bruce Lellinger. Thelypteris scabra ingår i släktet Thelypteris och familjen Thelypteridaceae. Inga underarter finns listade.